# Кшановице (Ополско войводство)
Вижте пояснителната страница за други значения на Кшановице.
Кшановѝце (на полски: Krzanowice) е село в южна Полша, Ополско войводство, Ополски окръг, община Велки Добжен. Според Полската статистическа служба към 31 декември 2009 г. има 401 жители.

## Местоположение
Селото се намира в географския макрорегион Силезка равнина, който е част от Централноевропейската равнина. Разположено е на 9 km южноизточно от общинския център Велки Добжен.